# Mario Hoppe
Mario Hoppe (* 14. September 1982) ist ein ehemaliger deutscher Handballspieler. Seine Körperlänge beträgt 1,93 m.
Hoppe spielte sowohl für die 1. als auch für die 2. Mannschaft des TV Bittenfeld. 2006 gelang ihm mit dem Verein der Aufstieg in die 2. Handball-Bundesliga Süd. In der Saison 2006/07 wurde Hoppe in der 1. Mannschaft in der 2. Bundesliga eingesetzt.
Hoppe bekleidete die Positionen eines rechten Rückraumspielers und Kreisläufers.
2006 wurde Hoppe für besondere Verdienste um den Sport mit der Sportverdienstplakette der Stadt Waiblingen ausgezeichnet.
Hoppe ist als Redakteur des Spieltagshefts des inzwischen unter dem Namen TVB 1898 Stuttgart in der Bundesliga antretenden Vereins tätig.